# Arhitektura historicizma u Istri
Historicistička arhitektura u Istri odraz je utjecaja srednjoeuropske arhitekture i političkog položaja Istre unutar Austro-Ugarske. Povećanjem broja stanovnika te sukladno novim društvenim potrebama, grade se građevine monumentalnih dimenzija, odražavajući različite povijesne stilove. One definiraju novi urbanistički plan gradova te se vrlo kvalitetno interpoliraju u postojeći povijesni koncept. Na samome početku druge polovine 19. stoljeća još uvijek je bio primjetan utjecaj klasicističkog i bidermajerskog stila s početka stoljeća što je vidljivo na zgradi Pokrajinske uprave u Poreču (1861.) i na Vili Monai u Puli.

## Arhitektura za potrebe austrijske ratne mornarice
Zbog proglašenja Pule glavnom austrijskom lukom 1853. godine te osnivanja Arsenala 1856. godine, bilo je potrebno sagraditi zgrade javne namjene za potrebe austrijske mornarice. Pod utjecajem bečkog romantičnog klasicizma nastaje Mornarička bolnica (1861.), Mornarička vojarna i strojarska škola (1870.), Mornarički kasino (1872.), mornarička crkva Gospe od Mora (1891-98.) te Palača vojne komande (zgrada Admiraliteta).
Mornarička bolnica djelo je vojnog inženjera Karla Moeringa. Bolnica se sastoji od tri krila čiji je jednostavan zidni plašt ukrašen neorenesansnom plastikom i kulama s kruništem uz rubove zgrade koji se pozivaju na srednjovjekovne burgove. Slična romantičarska kombinacija neorenesanse i arhitekture srednjovjekovnih burgova vidljiva je na zgradi Mornaričke vojarne. 

## Inženjerska arhitektura
Razvojem industrije na području Istre dolazi do povećane potrebe za gradnjom novih prostora utilitarne namjene. Sredinom stoljeća počinju se graditi tvornički objekti. U Rovinju su izgrađene Tvornica za proizvodnju tjestenine (1847.), Tvornica cementa (1852.), Tvornica duhana (1872.), Tvornica voska (1878.) i Tvornica stakla i konzervirane ribe (1882.). Novina koju unosi arhitektura druge polovine stoljeća jest vidljiva željezna konstrukcija koja se po prvi put koristi otvoreno unutar građevine. U prostoru brodogradilišta u Puli, 1863. godine grade se dva navoza natkrivena konstrukcijom izrađenom od novih materijala: lijevanog željeza i stakla. Pula tako usporedno s internacionalnom arhitekturom posjeduje građevine poput centralne gradske tržnice koja je 1903. godine izgrađena prema projektu L. Nobilisa. Sve konstrukcije od lijevanog željeza proizvedene su u željezari Witkowice. U eksterijeru i interijeru vidljiva je željezna konstrukcija tržnice koja je u potpunosti ostakljena. Konstrukcija nije samo funkcionalna, već nastavljajući se na tradiciju ima dekorativnu ulogu.

## Zgrade obrazovne namjene
Obrazovanje unutar austrijskog dijela Monarhije već je odavno unaprijeđeno odredbama carice Marije Terezije i Josipa II., no porastom broja stanovnika na Istarskom poluotoku, javlja se sve veća potreba za podizanjem novih obrazovnih ustanova. Obrazovne ustanove oblikovane su gotovo bez iznimke u neorenesansnom stilu, s obzirom na to da je renesansa smatrana razdobljem u kojemu je započeo moderni način života, kada je čovjek sukladno humanističkim idejama postavljen u središte interesa. Obilježja renesanse u bogatoj ili reduciranoj varijanti vidljive su na oblikovanju pulskih zgrada poput Državne njemačke gimnazije (1890.), Pučke škole Šijana i Državne njemačke pučke škole (1908.), te Poljoprivredne škole (1903.) u Poreču i Gimnazije (1913.) u Rovinju.

## Rezidencijalne vile historicizma u Istri
Zgrade za stanovanje mornaričke aristokracije postale su prijeko potrebne u drugoj polovini 19. stoljeća. Na području Verude i Stoje u Puli nastaju rezidencijalne vile koje upotpunjuju vojničko-ladanjski karakter grada. Prvenstveno je riječ o vilama strogog arhitektonskog volumena omekšanog dekorativnom plastikom i upotrebom toplih boja, a u projektiranju je važan i hortikulturalni element. Rezidencijalne vile uvučene su u odnosu na regulatornu liniju ulice. Villa Martinz (1883. – 1903. godine) primjer je rezidencijalne arhitekture historicističkog karaktera. Uz stroge volumene rezidencijalnih vila austrijskih časnika poput Ville Trapp i Ville Geyer, zanimljiva je neobična arhitektonska artikulacija Ville Horthy (1903.). Stožasti toranj, elementi romanike i utjecaj sjevernjačke arhitekture čine romantiziranu ideju zidnog plašta Ville Horthy.
Razvoj turizma i nova demografska slika Istre odrazile su se na liburnijsku rivijeru. Rezidencijalne vile Lovrana i Opatije poput opatijskih „neobaroknih vila Rosalia i vila Madona“ sličnog su arhitektonskog ustroja kao one u Puli. Novinu u arhitektonski izraz unosi arhitekt Carl Seidl (1858. – 1936.) koji jednostavnu historicističku raščlambu rezidencijalnih vila spaja s lokalnim mediteranskim izrazom primjenjujući kamen istarskoga podneblja. Na taj način nastoji uklopiti arhitekturu dotad uglavnom nepoznatu ovome podneblju upotrebom tradicionalnog materijala. Arhitektonska ostvarenja u Opatiji vežu ga uz javnu (Zgrada općine) i sakralnu namjenu (Evangelistička crkva), no Villa Frappart u Lovranu 1914. godine donosi mu zlatnu državnu medalju. Villa Frappart (1894. – 1904. godine), prikazuje Sedilovu naklonjenost gotico fiorito stilu. Neogotički elementi pri oblikovanju prozorskih otvora, balkona s balustradama i loggie prepoznatljivi su motivi kojima se koristi arhitekt Attilio Mauguolo na Villi Guerra (1903.) i Villi Denes (1910).
Kombinacija rezidencijalnog i ladanjskog karaktera ostvarena je u djelu arhitekta Catilia Bisia po čijem je projektu 1886. godine izgrađen dvorac Benedetta Polesinija na otoku Sveti Nikola kod Poreča. Dvorac je izgrađen u stilu toskanske neorenesanse, ali ipak sama ideja izgradnje ljetnikovca u obliku „toskanskog kaštela“ upućuje na devetnaestostoljetno romantičarsko viđenje svijeta.

## Izgradnja hotela
Ubrzani razvoj turizma u drugoj polovini 19. stoljeća u Opatiji uvjetuje gradnju reprezentativnih primjera turističke arhitekture historicizma. Prvi hotel izgrađen 1884. godine na opatijskoj rivijeri jest hotel Quarnero bečkog arhitekta Wilhelma. Iduće godine gradi se hotel Stephanie bečkog arhitekta K. Schuberta. U Lovranu su tendencije neobaroknog stila vidljive na zgradi Grand hotela Lovran (1909.) bečkog arhitekta Alberta Pia. U Puli Društvo Riviera dolazi u posjed zemljišta na kojem je 1908. godine izgrađen Hotel Riviera. 

## Kazališta
Zgrade kazališta, kakvim ih poimamo danas, svoj oblikovni vrhunac postižu u okviru visokog historicizma 19. stoljeća. Zbog zahtjeva modernog građanskog društva nastaju kazališne građevine koje će donijeti poneka inovativna rješenja u mikrourbanističkom smislu. U drugoj polovini 19. stoljeća izgrađeno je rovinjsko kazalište Gandusio (1854.), porečko kazalište Teatro Verdi (1887.) te Teatro nuovo (1880.) u Puli. Rovinjsko se kazalište izvorno zvalo Rubineum. Preimenovano je 1928. godine u Gandusio po glumcu Antoniju Gandusiu. Teatro nuovo vlasnika Pietra Ciscuttija djelo je tršćanskog arhitekta Ruggera Berlama. Berlamov sin Arduino sagradio je i zgradu Municipija (1904. – 1910. godine) u Poreču na kojoj koristi srednjovjekovni stil venecijanskog zaleđa.

## Sakralne građevine
U 19. stoljeću na području Istre u sakralnoj gradnji nema većih ostvarenja osim preoblikovanja starijih zdanja. U Puli se gradi mornarička crkva Gospe od Mora (1891. – 1898.) u neoromaničkome stilu i neoklasicistička crkva sv. Srca Isusova (1904.). U Rovinju se gradi crkva sv. Pelagija (1907. – 1908.) centralnog tlocrta s kupolom i dvama zvonicima. U Opatiji se grade dvije crkve Carla Seidla: već spomenuta evangelička crkva (1904.) u neogotičkom stilu i neoromanička bazilika crkva Marijina navještenja (1907. – 1908.).
Od ostalih građevina javne namjene važno je spomenuti neogotičku Komunalnu palaču (1911.) u Vodnjanu te slikovito rješenje pazinskog Konvikta (1913. – 1920-ih). Gradnja Pazinskog kolegija, sjemeništa i klasične gimnazije – Konvikta započela je duboko u 20. stoljeću što svjedoči o dugom zadržavanju historicizma na području Istre. Zgrada je djelo Anselma Wernera koji se koristi neorenesansnim uzorom toskanskih palača-utvrda s tornjem.

## Galerija
- Mornarička bolnica u Puli
- Pokrajinski ženski licej u Puli
- Centralna gradska tržnica u Puli
- Vila Wolff u Puli
- Vila Horthy u Puli
- Vila Münz u Puli
- Hotel Riviera
- Mornarička crkva Gospe od Mora u Puli

## Vanjske poveznice
- Hrvatski muzej turizma